# 甲斐神社 (嘉島町)
甲斐神社位於熊本縣上益城郡嘉島町上六嘉2242番地，昭和28年宗教法人成立之際曾以「中郡甲斐神社」為名，通稱足手荒神社。每年的例祭為2月15日，信徒遍布九州地方，是九州地方足手荒神信仰的總本社。

## 祭神
- 主祭神：甲斐宗立，也就是甲斐親英（日语：甲斐親英），「宗立」乃其出家後的法號。
- 配祀神：甲斐宗運，也就是甲斐親直，「宗運」乃法號。

## 創建由來
戰國時代末期天正15年（1587年），平定九州的豐臣秀吉命令治理肥後國的佐佐成政實行太閤檢地，引發地方豪族與民眾起義抗爭，史稱肥後國人一揆。御船城城主甲斐親英、菊池武國、隈部親永等人率領3萬5千人攻向佐佐成政所在的隈本城，一揆勢力雖然一度包圍隈本城，但豐臣方得到筑前小早川隆景及筑後立花宗茂的協助，最後一揆以失敗收場。
據說起義失敗、手腳負傷的甲斐親英潛逃至現在嘉島町上六嘉之地，受到當地人（亦即甲斐神社齋主之祖先）的接待及藏匿。雖是落敗之將，感恩當地人熱情款待的甲斐，臨死前留下了「我的魂魄會在此守護你世世代代的子孫，也會救助手腳病痛之人」的遺言。後來為了弔唁甲斐親英而蓋起一座祠堂，即為甲斐神社之起源。
但是關於甲斐親英的死，出現諸多說法：許多史料文獻顯示前者乃被毛利勝信的屬下捕殺，也有人說前者受到佐佐成政部屬松原五郎兵衛追殺，遂於六嘉村的地藏堂自刃而亡。還有一個說法是戰敗的甲斐親英潛逃至六嘉村泉福寺（或稱專福寺），自行切腹自殺，因此該寺也有「潛伏寺」、「切腹寺」等戲謔式別名。不過甲斐神社創社者之一的荒尾群平卻說，甲斐親英佯裝在泉福寺切腹，實際上卻在他人護衛下於甲斐神社切腹自盡。另一方面，明治政府下令製作的「肥後國託麻郡小山村（今熊本市東區小山町）」地圖裡，雖然在該村東面御船塚官山標示出一座可能是甲斐親英的墓塚，但與六嘉村甲斐親英墓塚相比何者為真，目前不明。

## 沿革

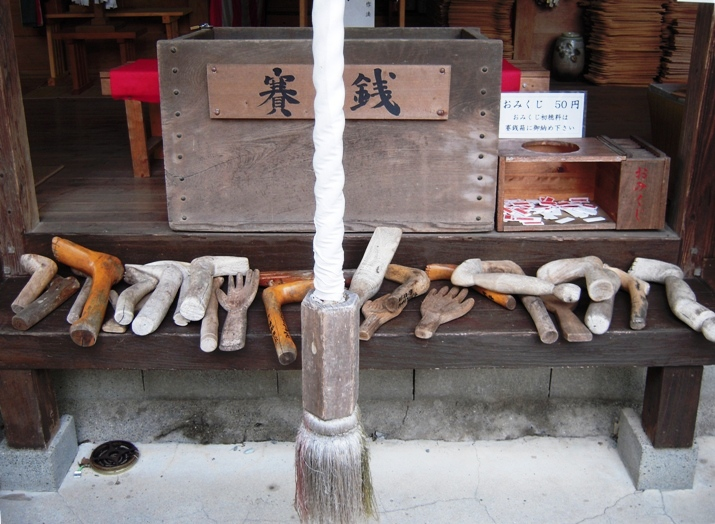
賽錢箱前的手、足形貢奉物

甲斐神社創社者之一的荒尾群平記錄該社立於上益城郡六嘉村，迄大正3年止已創立3百餘年；不過成書於明和9年（1772年）的《肥後國志》卻記錄甲斐親英敗後逃至上六箇村，「死後墓所不明」。後來明治17年（1884年）《肥後國志》補闕出現了六箇村設立祭祀甲斐親英亡靈的祠堂，但創立年月依舊不明。成書於大正3年的《上益城郡旧鯰郷々土誌》，確認了「甲斐神社」之名稱。明治41年（1908年）3月27日私立東洋大學創辦人、佛教哲學家井上圓了在演講結束後，拜訪接鄰甲斐神社的小學，他在日記中寫道：「校地的前方有一座祭拜足手荒神的小祠堂，此地附近所來的祈願物，是手、足形狀的木板，這些木板堆積如山的話必然令人發噱」。根據最近自甲斐神社挖掘出刻著甲斐家家紋的鬼瓦，反面刻著「文化二丑二月吉日土山瓦作」，顯示該神社可能創建於文化2年（1805年）2月以降。

## 祭典與信仰
每年例行祭典為2月15日，參拜者通常獻上手、腳形繪馬，以祈求無病息災、手足病痛早日康復等；每月1日、15日則為月次祭典。此外，甲斐親英之父甲斐親直乃阿蘇神社大宮司家臣，世襲父輩官職擔任阿蘇家筆頭家老的職務，在軍、政兩方面發揮出色的手腕，輔弼當主阿蘇惟豐經營領國。因此，今日信徒們也篤信該神社能保佑必勝、除厄。

## 交通方式
- 巴士：
  - 搭乘熊本巴士至「足手荒神入り口」站下車，徒步約10分。
  - 搭乘熊本巴士至「東小学校入り口」站下車，徒步約5分。

- 開車：
  - 自九州自動車道下御船交流道（日语：御船インターチェンジ），沿熊本縣道226號六嘉秋津新町線（日语：熊本県道226号六嘉秋津新町線）開車約5分。
  - 自永旺熊本購物中心（日语：イオンモール熊本）開車約5分。

- 備有停車場，可停大型巴士。

## 周邊設施
- 三得利啤酒九州熊本工廠
- 永旺熊本購物中心
- 嘉島町浮島神社
- 六嘉神社
- 嘉島天然湧泉

## 內部連結
- 足手荒神

## 外部連結
- 官方網站 （页面存档备份，存于）